# Pareuptychia hesionides
Espèce
Pareuptychia hesionides est une espèce néotropicale de lépidoptères (papillons) de la famille des Nymphalidae et de la sous-famille des Satyrinae.

## Nom vulgaire
Cette espèce est appelée Hesionides Satyr en anglais.

## Description
L'imago de Pareuptychia hesionides est un papillon aux ailes postérieures au bord ondulé au dessus de couleur blanche à très large bordure marron foncé au bord costal et externe des ailes antérieures et au bord externe des ailes postérieures.
Le revers est blanc rayé de marron avec une ligne submarginale d'ocelles ronds cerclés de jaune près de l'apex des ailes antérieures et aux ailes postérieures dont seul celui de l'apex des antérieures, les deux plus proches de l'apex des antérieures et celui proche de l'angle anal sont noirs pupillés de blanc.

## Distribution
Pareuptychia hesionides est originaire d'Amérique du Sud, où il est présent en Bolivie, au Brésil, en Guyane et au Pérou.

## Biotope
Ce papillon est fréquent en lisière de forêt en Guyane.

## Systématique
L'espèce Pareuptychia hesionides a été décrite de Bolivie par l'entomologiste allemand Walter Forster en 1964,.
Elle a pour synonymes :
- Pareuptychia boehmleri Anken, 1999
- Cissia hesionides (Forster, 1964)
- Euptychia hesionides (Forster, 1964)

### Sous-espèces
L'espèce est divisée en deux sous-espèces :
- Pareuptychia hesionides hesionides Forster, 1964 — Bolivie, Brésil.
- Pareuptychia hesionides deviae Brévignon, 2005 — Guyane[6].

## Protection
L'espèce n'a pas de statut de protection particulier en Guyane.